# Kolomyjský rajón
Kolomyjský rajón (ukrajinsky Коломийський район) je rajón v Ivanofrankivské oblasti na Ukrajině. Hlavním městem je Kolomyja a rajón má přibližně 280 tisíc obyvatel.

## Města v rajónu
- Horodenka
- Kolomyja
- Sňatyn